# Allobates mcdiarmidi
Allobates mcdiarmidi (synoniem: Colostethus mcdiarmidi) is een kikkersoort uit de familie van de Aromobatidae. De wetenschappelijke naam van de soort is voor het eerst geldig gepubliceerd in 1992 door Robert Paul Reynolds en Mercedes S. Foster.
De soort komt voor in de westelijke Boliviaanse Andes. Er zijn slechts vier populaties van de kikker bekend. Waarschijnlijk worden de eieren in de grond begraven, en worden de larven naar een waterstroom getransporteerd.